# 宇和海村
宇和海村（うわうみむら）は、1974年まで愛媛県の南予地方にあった村である。
宇和海に突き出した形の下波・蔣淵・遊子の半島部と半島の沖合いに位置する戸島・日振島の離島部とからなる。編入合併によって自治体としては消滅し、現在は宇和島市の一部となっている。

## 地理
宇和島市西部の三浦半島（蔣淵半島、こもぶちはんとう）、戸島、日振島、及びその周辺の島々からなる。

## 歴史
下記以外にそれぞれの島の歴史の記述も参照のこと。
- 1958年（昭和33年）4月1日 - 昭和の大合併に従い、下波村（したばむら）、蔣淵村（こもぶちむら）、遊子村（ゆすむら）、戸島村（とじまむら）、日振島村（ひぶりじまむら）が合併し、宇和海村が成立する。初代村長　三善愛夫（旧下波村）
- 1974年（昭和49年）4月1日 - 宇和島市に編入され消滅した。

```
宇和海村の系譜
（町村制実施以前の村）（明治期）
　　　　　　　　　　　町村制施行時　　　　　昭和の合併　　　　　　　　　　平成の合併
下波浦　━━━━━　下波村　━━┓
蔣淵浦　━━━━━　蔣淵村　━━┫　（昭和33年4月1日合併）
遊子浦　━━━━━　遊子村　━━╋━━━━　宇和海村　━┓
戸島浦　━━━━━　戸島村　━━┫　　　　　　　　　　　┃
日振浦　━━━━━　日振島村　━┛　　　　　　　　　　　┃
　　　　　　　　　　　　　　　　　　　　　　　　　　　　┃
　　　　　　　　　　　　　　　　　　　　　　　　　　　　┃（昭和49年4月1日編入）
　　　　　　　　　　　　　　　　　　　　　　宇和島市━━┻━━━━━━━━┓
　　　　　　　　　　　　　　　　　　　　　　三間町━━━━━━━━━━━━╋━━宇和島市
　　　　　　　　　　　　　　　　　　　　　　吉田町━━━━━━━━━━━━┫（平成17年8月1日合併）
　　　　　　　　　　　　　　　　　　　　　　津島町━━━━━━━━━━━━┛

（注記）宇和島市、三間町、吉田町、津島町の平成の合併以前の系譜については、それぞれの記事を参照のこと。

```